# مانويل غوتيريز (لاعب كرة قدم)
مانويل غوتيريز (بالإسبانية: Manuel Gutiérrez Castro)‏ هو لاعب كرة قدم نيكاراغوي، ولد في 20 يناير 1987 في نيكاراغوا. شارك مع منتخب نيكاراغوا لكرة القدم. أما مع النوادي، فقد لعب مع Diriangén FC ‏.

## وصلات خارجية
- مانويل غوتيريز على موقع الاتحاد الدولي (مؤرشف)  (الإنجليزية)
- مانويل غوتيريز على موقع قاعدة بيانات كرة القدم.إي يو (الإنجليزية)
- مانويل غوتيريز على موقع ناشيونال فوتبول تيمز (الإنجليزية)